# Jan Derk Domela Nieuwenhuis Nyegaard

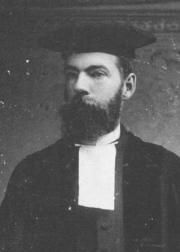
Jan Derk Domela Nieuwenhuis Nyegaard

Jan Derk Domela Nieuwenhuis Nyegaard (Amsterdam, 25 juli 1870 – aldaar, 4 januari 1955) was een Nederlandse predikant, publicist, flamingant en grootnederlander. Hij was een neef van Ferdinand Domela Nieuwenhuis.

## Levensloop

### Vroege jeugd
De Nederlandse familie Domela Nieuwenhuis stamde af van een Deense zeekapitein, met achternaam Nyegaard. Deze kapitein leed schipbreuk in de buurt van Kennemerland. De kapitein vestigde zich vervolgens als koopman in Alkmaar, waarbij hij zijn naam Nyegaard vernederlandste tot Nieuwenhuis.
Jan Derk was een zoon van Jacob Domela Nieuwenhuis, advocaat en procureur, later hoogleraar te Groningen, en Elisabeth Rolandus Hagedoorn.
Hij was vaak ziek in zijn jeugd, zodat hij niet naar school kon en thuis les kreeg van zijn vader, zijn broer en enkele privéleraren. Hij hield van geschiedenis en taalkunde. Hij was zeer geïnteresseerd in zijn afkomst, die Deens-Noors bleek te zijn. Vandaar ook dat hij de oude Deense familienaam Nyegaard aan de vernederlandste naam van de familie toegevoegde (officieel erkend in 1922), waarmee hij iedereen kon laten zien wie zijn voorouders waren.

### Opleiding tot predikant
Domela Nieuwenhuis wilde graag predikant worden - net als zijn vader, maar in Nederland en later in Lausanne in Zwitserland slaagde hij daar niet in vanwege zijn gezondheidsproblemen. Hij trouwde toen met Andrea Elisabeth Hermina (Elise) Sijpkens, en kreeg drie zoons uit dat huwelijk. Op aanraden van zijn arts vertrok hij met zijn vrouw naar Schotland, waar hij eindelijk predikant kon worden. Maar de Free Church of Scotland was erg calvinistisch en hijzelf lutheraan, zodat hij later overstapte op de Evangelical Church of Scotland, waar hij zijn opleiding afmaakte.

### Activist in Vlaanderen
Terug in Nederland bleek zijn opleiding niet geschikt voor een lutherse kerk, en door overleg met G. Vos stapte hij over naar de Nederlandse Hervormde Kerk. Er was echter pas na twee jaar een plaats vrij in Nederland, maar in de tussentijd werd hem een baan aangeboden in Oostende. Toen hij predikant was in Vlaanderen kwam hij in aanraking met de Vlaamse Beweging, en werd hij lid van het Algemeen Nederlandsch Verbond. Vanaf 1913, vlak voor de Eerste Wereldoorlog werd hij voorzitter van de activistische groep Jong-Vlaanderen. Deze verspreidde de De Vlaamsche Post, een Vlaams-nationalistisch dagblad dat door het militaire gezag werd verspreid. Daarin schreef Domela Nieuwenhuis veel artikelen, over zijn visie dat Vlaanderen en Nederland onder een Duits protectoraat moesten komen, en dat er een Alteutonenbond opgericht moest worden, die alle Germaanse volkeren zou omvatten. Hij publiceerde in 1915 Vlaanderen bevrijd van allen zuidelijken dwang. Als afgevaardigde van de Nationaal Jong-Vlaamse beweging reisde hij meerdere malen (in 1915, 1917 en 1918) naar Duitsland om daar onder andere bij de rijkskanselier de belangen van de beweging te bepleiten.
Na het door hem geïnstigeerde, mislukte referendum van de Raad van Vlaanderen over secessie van België in 1917, staakte het Duitse bezettingsbestuur de ondersteuning, en werd Domela Nieuwenhuis uit Jong-Vlaanderen gezet. In oktober 1918 vluchtte hij naar Nederland. Het Belgisch gerecht veroordeelde hem in 1919 bij verstek wegens hoogverraad ter dood. De Belgische Justitie kon hem echter niet in Nederland vervolgen.

### Tussen de oorlogen
In het interbellum matigde hij zich enigszins, en werd Domela Nieuwenhuis predikant in Beetsterzwaag. Hij volgde de nieuwe politieke partijen als VNV, NSB en Zwart Front in hun idee van een Groot-Nederland (zelf noemde hij het Héél-Nederland, maar bedoelde daarmee alleen de Nederlandstalige gebieden), maar van antisemitisme moest hij niets hebben.

### Opnieuw actief in een oorlog

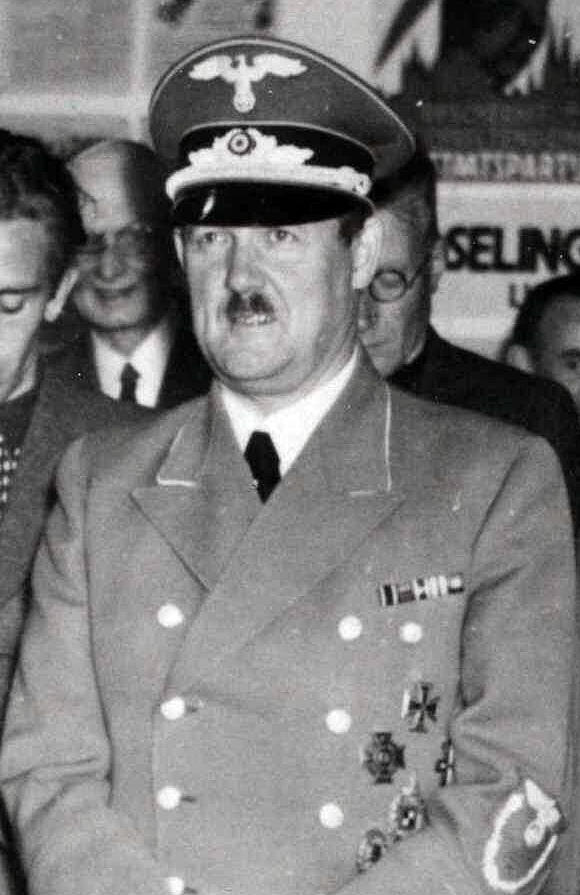
Dr. Werner Friedrich Ross, Beauftragte des Reichskommissars für die Provinz Friesland

Toen Nederland werd bezet in 1940, was Domela in eerste instantie goedkeurend, of in ieder geval welwillend richting de Duitse bezetter. Zijn vrouw Elise overleed vlak na de invasie. De Beauftragte des Reichskommissar van Friesland Werner Ross bleek een verre verwant van hem te zijn en werd een vriend, die zelfs zijn kerkdiensten in uniform bezocht. Dit bezorgde hem gezichtsverlies bij zijn gemeente, terwijl Domela Nieuwenhuis zich juist steeds vaker uitsprak tegen de handelingswijze van de Duitse bezetters.
Domela schreef in december 1940 in een artikel in De weg : nationaal weekblad / Nationaal Front onomwonden zijn verering uit voor het leiderschap en grootsheid van Adolf Hitler, 'Ik zie dit alles en bid "Gods zegen ruste op Hitler" en ten aanzien van de Joden verwees hij daarbij naar een citaat in een brochure van Abraham Kuyper;  "Wij moeten ras en bloed, grond en bodem als grondslag van onze toekomst in Gods naam en kracht, gelijk Abraham Kuyper in 1878 schreef in zijn "Liberalisten en Joden". Ras is 't van God gegevene. Daarop bouwen wij voort. Dat is niet tegen kristelijk, maar juist kristelijk".  
In 1941 kreeg Domela met steun van Ross toestemming om terug naar Vlaanderen te reizen, waar dankzij het VNV eerherstel voor de activisten in de vorige oorlog werd geregeld. Domela Nieuwenhuis Nyegaard ging met emeritaat en verhuisde in 1943 terug naar Amsterdam. Op de fiets maakte hij grote tochten van enkele weken door het gehele land, tot in Zuid-Limburg toe, en logeerde bij vrienden en kennissen.
In de herfst van 1944 trok hij op zijn rijwiel naar het Noorden, om zijn jongste zoon Jakob en diens gezin in Groningen te bezoeken. Op 25 september werd Jakob, die betrokken was bij enkele verzetsacties, door een Duitse politiepatrouille in zijn woning doodgeschoten. Domela, die zeer kort na de moord het huis van zijn zoon en schoondochter Astrid binnentrad, geraakte buiten zichzelf van woede en smart, wierp een venster open en hield ten aanhore van een talrijk publiek een scheldkanonnade tegen 'Hitler, Himmler en hun bende'. Hij werd door de teruggekeerde patrouille gegrepen en naar het beruchte Scholtenshuis gebracht, waar hij zich kranig heeft gedragen en zijn medegevangenen tot een daadwerkelijke geestelijke steun is geweest. Hij had het aan Ross en diens collega in de provincie Groningen, Hermann Conring, te danken dat hij niet naar Duitsland werd afgevoerd om daar in nacht en nevel te verdwijnen, maar werd voor de duur van de oorlog verbannen naar het eiland Schiermonnikoog.

### Na de oorlog
Na de bevrijding keerde hij naar het vasteland terug. Het doodsbericht van zijn zoon Edzard, die was omgekomen in een Japans gevangenenkamp, greep hem zeer aan, maar hij beschikte nog over voldoende veerkracht om het verlies van dit kind, dat zijn politieke inzichten steeds had gedeeld, te boven te komen door opnieuw contact te zoeken met 'Héél-Nederlandse' geestverwanten in het eigen land en in Vlaanderen. Via Lode van Dullemens Groot-Nederlandsgezinde Verbond der Lage Landen kreeg hij verbinding met Vlamingen van de groep 'Vive le Gueux-De Blauwvoet' (1947-1949). Uit die kring kwam weldra het maandblad Het Pennoen voort, waarvan Domela 'beschermheer en raadsman' werd en waarvoor hij nog vele artikelen schreef. In 1946 hertrouwde hij met zijn achternicht, de schilderes Elisabeth Francisca Nieuwenhuis.

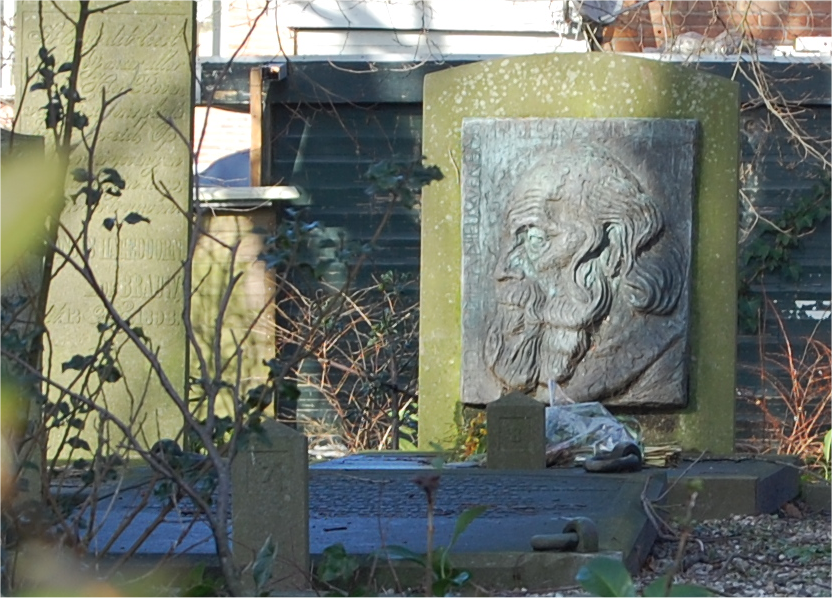
Het graf van Domela Nieuwenhuis Nyegaard in Woerden, op de begraafplaats van de familie Groeneveld aan de De Brauwstraat

In de loop van 1954 namen zijn krachten echter snel af en op 4 januari 1955 overleed hij. Hij ligt in een eregraf op een particuliere begraafplaats in Woerden, waar hij op het laatst van zijn leven nog predikant was.
Elke vijf jaar bezoekt een Vlaamse delegatie, waaronder zijn achterachterkleindochter het graf, als aanhangers van zijn denkbeelden.